# Шипшина подвійнозубчаста
Шипшина подвійнозубчаста (Rosa micrantha) — вид рослин з родини розових (Rosaceae); ендемік України. Є видом, який підлягає охороні на території Донецької й Луганської областей.

## Опис
Кущ до 1 м заввишки. Листочки запушені тільки знизу, з одиничними залозками на головній жилці, на краю двічі зубчасті, зрідка лише прості зубці. Гіпантії еліпсоїдальні, 10–20 см завдовжки тільки в нижній частині всіяні залозками і щетинками.

## Поширення
Ендемік України.
В Україні вид зростає на щебенево-кам'янистих сухих відкритих схилах — на півдні Донецького Лісостепу і Лівобережного Злаково-Лугового Степу (в Приазов'ї).